# Carspach
Carspach (deutsch Karspach) ist eine französische Gemeinde mit 2085 Einwohnern (Stand 1. Januar 2022) im Département Haut-Rhin in der Europäischen Gebietskörperschaft Elsass und in der Region Grand Est. Sie gehört zum Arrondissement Altkirch und zum Gemeindeverband Sundgau.

## Geografie
Die Gemeinde Carspach im Sundgau grenzt an die nordöstlich gelegene Kleinstadt Altkirch. Der Dorfkern liegt am linken Ufer der Ill, die hier ihren westlichsten Punkt erreicht. Das über 17 km² große Gemeindegebiet reicht von der Ill bis auf den Höhenrücken zwischen Ill und Largue, der sich sichelförmig um Carspach erstreckt. Im bewaldeten Südwesten der Gemeinde wird mit 397 Metern über dem Meer die größte Höhe erreicht. Im Norden liegt mit dem Forêt de Carspach ebenfalls ein ausgedehntes Waldgebiet. Hier entspringt das Hasselbaechle mit seinen aufgestauten Weihern. Im Ortskern von Carspach münden zwei Bäche in die Ill, das aus Südwesten kommende Belzbaechle und der sieben Kilometer lange Dorfbach, der die Hochfläche zwischen Carspach und Largitzen entwässert.
Nachbargemeinden von Carspach sind Saint-Bernard im Norden, Heidwiller und Aspach im Nordosten, Altkirch im Osten, Hirtzbach im Süden, Fulleren im Südwesten, Ballersdorf im Westen sowie Hagenbach und Eglingen im Nordwesten.

## Geschichte
Das Dorf taucht erstmals im Jahr 837 als Karoldespach in einer Besitzurkunde des Klosters Hohenburg auf. 1144 ist der Ort – nun Heroldespach genannt – im Besitz der Priorate von Feldbach und Altkirch (Prieuré Saint-Morand) sowie des Klosters Lützel. Später gehört das Dorf den Herren von Zaessingue, Andlau, Reinach, den Klarissen von Basel sowie den Pfirter Grafen.
Mit der Grafschaft Pfirt kam Carspach 1324 zu Vorderösterreich. 1365 wurde das Dorf bei Auseinandersetzungen zwischen den Armagnacs und den Burgundern niedergebrannt. Auch während der Burgunderkriege und beim Einmarsch der Truppen von Colloredo im Dreißigjährigen Krieg hatte Carspach zu leiden. Als Ergebnis des Westfälischen Friedens (1648) kam Carspach mit dem ganzen elsässischen Besitz der Habsburger zu Frankreich. 1674 gab es erneut Verwüstungen, als die Truppen Turennes auf dem Weg nach Brunstatt durch Carspach zogen.
Ab dem frühen 17. Jahrhundert lebte in Carspach eine nach dem Ort benannte Linie der Herren von Pfirt. Während der Französischen Revolution blieb Carspach von Zerstörungen verschont – anders als die nahegelegenen Dörfer Hirsingue und Seppois-le-Bas. Während der Zeit der Befreiungskriege (1814/1815) nahmen Kosaken Quartier in Carspach.
Das Rathaus- und Grundschulgebäude (Mairie-école) entstand 1841 und wurde 1918 nach Zerstörung wieder aufgebaut. Ein separates, größeres Schulgebäude in Carspach wurde 1909 errichtet.
1881/1882 entstand das Feuerwehrhaus, 1891 wurde die Bahnlinie Altkirch – Ferrette ohne Haltepunkt durch Carspach gebaut. Die Personenbeförderung auf dieser Strecke wurde 1951, der Gesamtbetrieb 1968 eingestellt.
Während des Ersten Weltkriegs wurde 1916 am Lerchenberg bei Carspach von der deutschen Armee im Hinterland der Schützengräben ein 150 Meter langer Stollen angelegt, der sogenannte „Kilianstollen“. Dieser wurde am 18. März 1918 durch französischen Artilleriebeschuss schwer beschädigt, wobei 34 Soldaten verschüttet wurden. Die Überreste von 21 dieser Soldaten wurden erst 2011 geborgen, nachdem der Stollen beim Bau einer Umgehungsstraße wiederentdeckt und archäologisch untersucht worden war.
In Carspach hielt die Industrialisierung nach dem Ersten Weltkrieg Einzug, als ein Mülhausener Textilunternehmen hier einen Zweigbetrieb eröffnete. Bis dahin dominierte die Landwirtschaft, vor allem der Anbau von Weizen, Hanf und Raps.
In den Jahren 1934 und 1935 bekam Carspach eine Kanalisation, damit einher ging die Sanierung der Straßen und Dachrinnen.
Carspach war bis 1993 Militärstandort. Die dreistöckigen Gebäude des Kasernenkomplexes aus dem Jahr 1937, die sich um einen Innenhof gruppieren, sind heute Teil des Gewerbegebietes Quartier Plessier.

### Château Sonnenberg

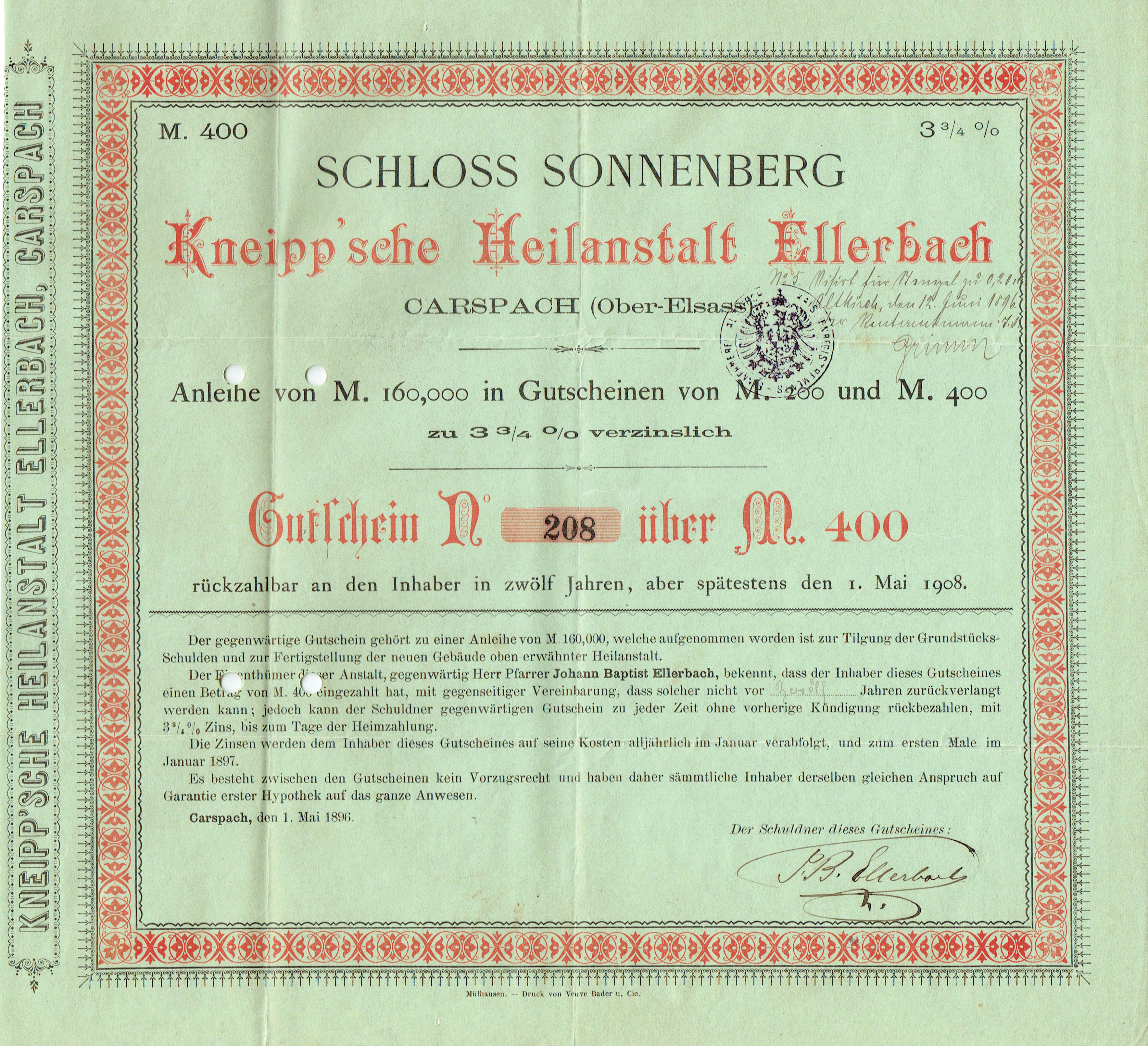
Gutschein einer Anleihe der Kneipp'schen Heilanstalt Ellerbach vom 1. Mai 1896

Das Schloss Sonnenberg wurde 1818 für Philippine Baronin von Reinach erbaut, die in Luxemburg lebte und letzte Herrin von Mersch war. Das Schloss lag unweit des Familiensitzes im benachbarten Hirtzbach. 1893 wurde es von ihren Erben verkauft, die dem Anwesen den Namen Sonnenberg gaben. Der neue Eigentümer, Pfarrer Ellerbach, baute das Schloss um und bot dort Kuren nach den Methoden Kneipps an (Kneipp’sche Heilanstalt Ellerbach). Das Schloss wurde 1915 durch Bomben zerstört und danach nicht wieder aufgebaut. Nach 1918 entstanden auf dem Gelände in der Rue du Moulin 1 neue Gebäude, die von den „Schwestern der Göttlichen Vorsehung“ (Sœurs de la Divine Providence) genutzt wurden. Heute hat hier das „Institut Sonnenberg“, eine Technische und berufsbildende Hochschule, sein Domizil.
In Carspach gab es ein weiteres Schloss, Oberschloss genannt. Der undatierte Plan des Schlosses befindet sich heute im Stadtarchiv von Altkirch. Die Anlage stammte vermutlich aus dem späten 18. Jahrhundert. Zwischen 1828 (Verkaufsurkunde) und 1833 muss das Schloss abgerissen worden sein, weil es im 1833 neu angelegten Kataster nicht mehr auftauchte. An das Schloss erinnert heute noch der Straßenname Rue du Château.

### Bevölkerungsentwicklung

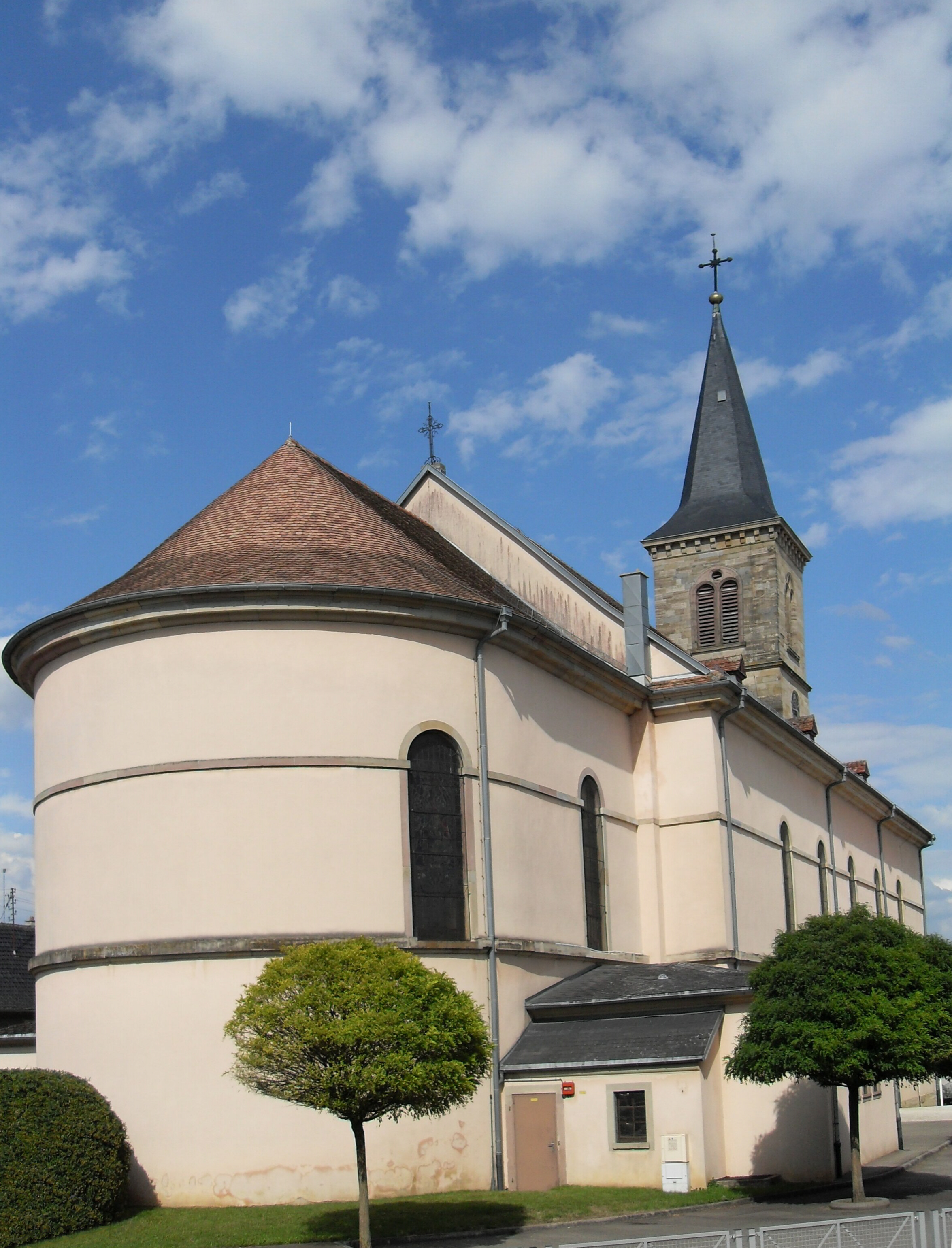
Kirche St. Georg

| Jahr                       | 1962 | 1968 | 1975 | 1982 | 1990 | 1999 | 2007 | 2018 |
| Einwohner                  | 1448 | 1685 | 1676 | 1666 | 1546 | 1620 | 1816 | 2035 |
| Quellen: Cassini und INSEE |      |      |      |      |      |      |      |      |

## Wappen
Das Wappen zeigt auf blauem Grund St. Georg, den Schutzheiligen Carspachs, in goldener Rüstung auf einem silbernen Pferd.

## Kultur und Sehenswürdigkeiten
Der Bau der Kirche Saint-Georges (St. Georg) begann 1832 anstelle eines älteren Gebäudes, das bereits 1280 erwähnt wurde. Verschiedene Baumängel erzwangen eine Modernisierung in den Jahren 1853 und 1854. Nach Zerstörungen im Ersten Weltkrieg wurde die Kirche wieder aufgebaut. Eine Sakristei kam nach 1934 hinzu.
Das Dorffest („Fascht rund um d’Bach“) findet jährlich Ende August statt.

## Wirtschaft und Infrastruktur
In Carspach gibt es neben kleinen Dienstleistungs- und Handwerksunternehmen auch einige Industriebetriebe. So stellt das zur Minova AG gehörende Unternehmen Cocentall unter anderem Anker für den Berg- und Tunnelbau her. In der Gemeinde sind darüber hinaus 24 Landwirtschaftsbetriebe ansässig (Getreideanbau, Imkerei, Pferdezucht).
Die Gemeinde Carspach hat einen Kindergarten und ist Grundschulstandort. Im ehemaligen Schloss Sonnenberg befindet sich eine technische Hochschule mit Internat. Die Privatschule pflegt seit dem Jahr 2000 enge Kontakte zum Wirtschaftsgymnasium der Kaufmännischen Schule in Lörrach.
Carspach ist durch die Nähe zum Verkehrsknoten Altkirch gut an das überregionale Straßennetz angebunden. Entlang des rechten Ufers der Ill verläuft die Fernstraße D 432 von Mülhausen über Altkirch nach Ferrette. Durch den Norden der Gemeinde führt die Fernstraße D 419 von Basel nach Belfort. Der nahegelegene Bahnhof Altkirch liegt an der Bahnstrecke Paris–Mulhouse.